# Zelenîi Hai, Kuibîșeve
Zelenîi Hai (în ucraineană Зелений Гай) este un sat în comuna Zrazkove din raionul Kuibîșeve, regiunea Zaporijjea, Ucraina.

## Demografie
Componența lingvistică a localității Zelenîi Hai
     Ucraineană (85,66%)
     Germană (10,25%)
     Rusă (3,69%)
Conform recensământului din 2001, majoritatea populației localității Zelenîi Hai era vorbitoare de ucraineană (85,66%), existând în minoritate și vorbitori de germană (10,25%) și rusă (3,69%).